# Фушань (Яньтай)
Фуша́нь (кит. упр. 福山, пиньинь Fúshān) — район городского подчинения городского округа Яньтай провинции Шаньдун (КНР). Название района происходит от названия горы Фушань.

## История
При империи Тан эти земли входили в состав уезда Цинъян (清阳县). После того, как эти земли были захвачены чжурчжэнями, включившими их в состав марионеточного государства Ци, император Ци Лю Сян, побывав здесь, назвал их «счастливой землёй» (福地, Фуди); соответственно, гора стала называться «Счастливой горой» (福山, Фушань). После того, как Ци было аннексировано чжурчжэньской империей Цзинь, в 1131 году здесь был образован уезд Фушань (福山县).
В 1934 году из уезда Фушань был выделен Особый административный район Яньтай (烟台特别行政区), подчинённый напрямую правительству провинции Шаньдун.
В 1950 году был создан Специальный район Вэньдэн (文登专区), и уезд вошёл в его состав. В 1956 году Специальный район Вэньдэн был присоединён к Специальному району Лайян. В 1958 году город Яньтай и Специальный район Лайян были слиты в Специальный район Яньтай (烟台专区), в 1967 году переименованный в Округ Яньтай (烟台地区). В ноябре 1983 года округ Яньтай был преобразован в городской округ Яньтай; уезд Фушань был при этом преобразован в район городского подчинения.

## Административное деление
Район делится на 8 уличных комитетов и 3 посёлка.